# Санмаринська фашистська партія
Санмаринська фашистська партія (італ. Partito Fascista Sammarinese) або СФП була фашистською політичною партією, яка правила Сан‑Марино з 1923 по 1943 роки.
Партію заснував і очолював Джульяно Ґозі (італ. Giuliano Gozi), санмаринський ветеран Першої світової війни, який служив добровольцем в Королівській Італійській Армії. Вона була створена за зразком Національної фашистської партії сусідньої Італії. Ґозі походив зі знатного роду і обіймав посади міністра закордонних справ (в Сан‑Марино міністр закордонних справ очолює кабінет міністрів) і міністра внутрішніх справ. Ці дві посади давали йому контроль над армією і поліцією. Від самого початку партія застосовувала жорстокість і залякування проти опонентів, таких як соціалісти. Партійною газетою була «Санмаринський народ» («Il Popolo Sammarinese»), створена за зразком «Народу Італії» («Il Popolo d'Italia»). Говорячи мовою політики та ідеології, партія не була новаторською і притримувалася ідей, близьких до італійського фашизму. Вони проводили політику індустріалізації, яка перетворила країну, де більшість населення були фермерами, в країну робітників фабрик і заводів. Вони не прийняли антиєврейські закони, як це зробили в Італії в 1938 році, оскільки в крихітній країні не було жодної явної єврейської спільноти.
У квітні 1923 року Ґозі було обрано першим фашистським Капітан‑Регентом. Після жовтневих виборів, обидва Капітан‑Регенти були фашистами і так тривало наступні два десятиліття, оскільки 1926 року всі інші політичні партії було заборонено, що фактично зробило Сан‑Марино країною з однопартійною системою. Однак незалежні політичні діячі продовжували формувати більшість у Великій і Генеральній Раді до 1932 року. Крім того, партія була розділена між фракцією Ґозі та фракцією Езіо Бальдуччі (італ. Ezio Balducci), що змусило їх звернутися до італійської партії за рекомендаціями і посередництвом.
1932 року фракція Бальдуччі почала випускати конкуруючу газету «Голос Титано» («La Voce del Titano»). Наступного року його було звинувачено в плануванні політичного перевороту і арештовано італійською владою після його втечі до Риму. 1934 року спеціальним судом Бальдуччі та інших підозрюваних змовників було вигнано з партії, притягнуто до судової відповідальності і засуджено до каторжних робіт, але покарання так ніколи і не було виконано.
Протягом цього періоду відновлена Соціалістична партія почала формувати антифашистський опір. Через три дні після арешту Беніто Муссоліні правління СФП зазнало крах після масового мітингу і було сформовано перший за двадцять років нефашистський уряд. Пізніше, 28 липня стало національним святом. Після звільнення Муссоліні й утворення Італійської соціальної республіки, фашизм почав відновлюватися. Будучи оточеними Італійською Соціальною Республікою і близькими до Готської лінії і для запобігання німецькій окупації, уряд запросив фашистів повернутися як частина уряду національної єдності. 4 січня 1944 року Ґозі та двома тисячами лояльних фашистів було сформовано Республіканських фашистів Сан‑Марино (Fascio Repubblicano di San Marino). 1 квітня фашисти відновили однопартійну країну. Вони були створені за зразком Республіканської фашистської партії, однак залишалися нейтральними.
Фашисти трохи арештовували комуністів на першотравень, звинувачуючи їх в плануванні незаконних страйків. 26 червня, Королівські військово-повітряні сили Великої Британії помилково бомбардували Сан‑Марино, вбивши при цьому 63 цивільних особи. Фашисти оголосили цей день днем національної жалоби і використали це в пропаганді проти Антигітлерівської коаліції. 17 вересня сили країн Осі окупували Сан‑Марино під час свого відступу, але через три дні були витіснені силами Антигітлерівської коаліції після Сан‑Маринської битви. Союзники Антигітлерівської коаліції залишались там протягом наступних двох місяців і покінчили з фашистською політичною монополією. Вибори 1 жовтня викинули фашистів і 16 листопада республіканські фашисти були оголошені поза законом. Оскільки 2 тис. з 15 тис. міських жителів було заборонено займатися політикою, це дало перевагу лівим силам.
1945 року коаліція комуністів і соціалістів перемогла на квітневих виборах і залишалася при владі до Справи Роверета (fatti di Rovereta) 1957 року. Вони віддали під суд і ув'язнили Ґозі та 50 інших фашистів.